# Palazzo dei Vescovi (Pistoia)

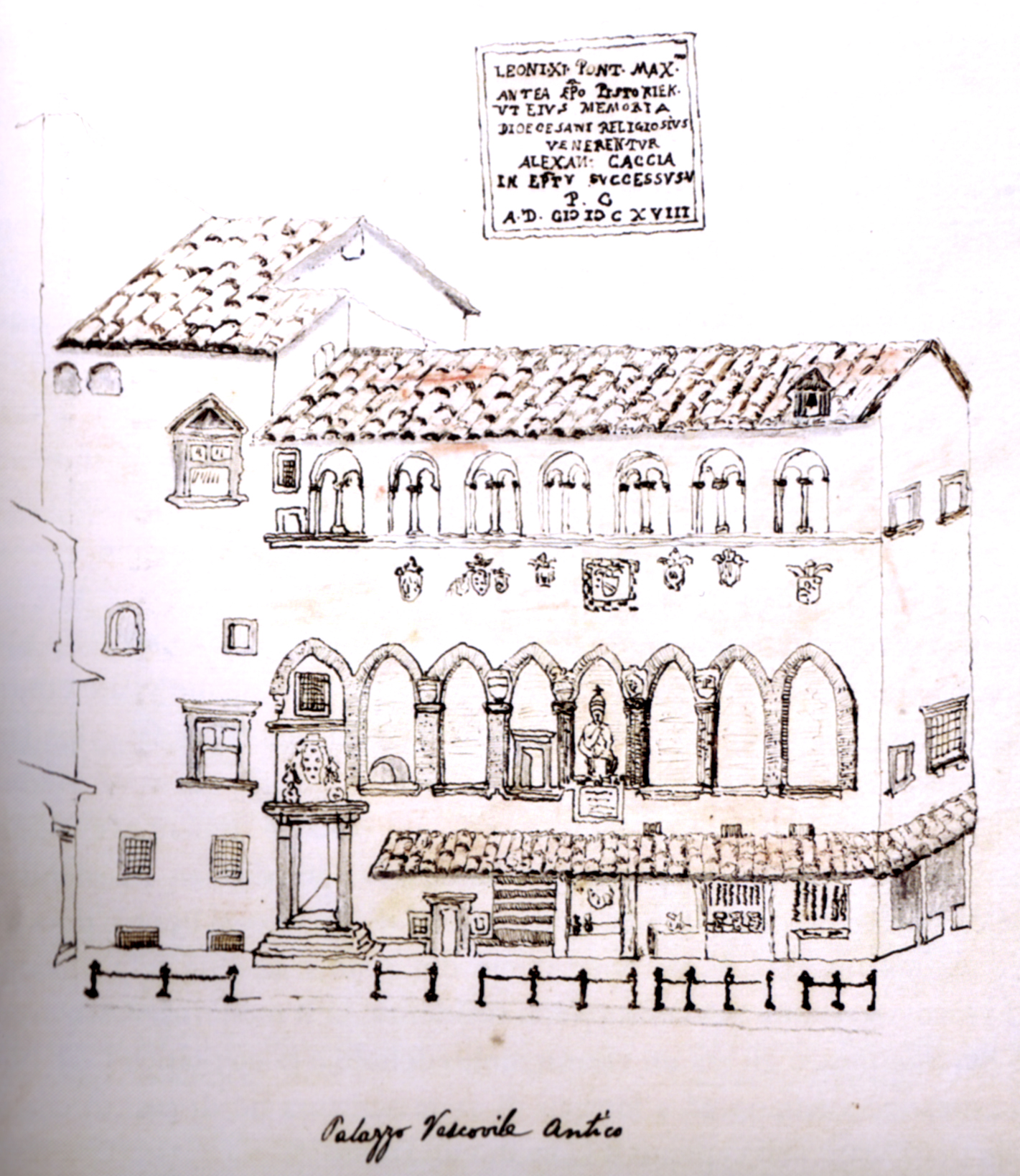
Il palazzo dei Vescovi nel 1625

L'antico palazzo dei Vescovi di Pistoia, situato nella piazza del Duomo, sorse nel secolo XI nell'antico spazio del mercato che l'imperatore Ottone III aveva donato al vescovo di Pistoia, allorché i contrasti tra il Capitolo e il vescovo indussero quest'ultimo a costruirsi una dimora autonoma.

## Storia e descrizione
È attestato dal 1091 e inizialmente fu dimora fortificata e munita di merli, poi nel secolo XII acquisì l'aspetto di dimora signorile con bifore, trifore e affreschi nella sala maggiore di cui restano tracce di difficile interpretazione. Alcune modifiche sostanziali all'architettura del palazzo furono eseguite tra la metà del XII secolo e gli inizi del XIII. La prima attestata è quella che modificò la corte vescovile, con la costruzione della sacrestia di San Iacopo, costruita fra il 1163 e il 1170 e annessa alla cappella di San Iacopo, dove era custodita la reliquia del santo. Fu questa la sacrestia dove avvenne il furto di Vanni Fucci narrato da Dante nel XXIV canto dell'Inferno e perpetrato nel 1293 o 1294. La sua costruzione era stata resa necessaria dalla mancanza di un locale di servizio per la cappella a causa dei contrasti con il Comune di Pistoia che aveva voluto la cappella di San Iacopo ricavata nelle prime due campate della navata sinistra della cattedrale ma separata dal resto dell'edificio per non creare confusioni fra il culto di san Iacopo, proclamato patrono della città verso il 1145, e il culto precedente di san Zeno, rimasto patrono della Chiesa pistoiese e della cattedrale. Negli ultimi decenni del secolo XII al di sopra della Sacrestia fu costruita una cappella vescovile in mattoni, probabilmente opera di maestranze comacine, come farebbe pensare l'abside pensile sul lato est caratteristica di castelli, episcopi e abbazie francesi. Dedicata a san Niccolò, fu decorata da grandi stelle a otto raggi su fondo blu nella volta, simile a quella della sacrestia.
Nel 1220 è documentata la scalinata scoperta addossata alla parete nord, impostata su un robusto arco ribassato e decorata da marmi bicolori, una delle più antiche dell'architettura civile italiana, anteriore anche a quella del palazzo comunale di Todi e del palazzo del popolo di Orvieto. Nel corso del secolo XIV le pareti della cappella di San Niccolò furono affrescate con storie di san Niccolò e dei Martiri, alla fine del secolo un grande affresco della Crocifissione fu commissionato dal vescovo Andrea Franchi. Nel XIV secolo l'edificio fu ampliato in due fasi. Nella prima la scalinata fu coperta con un corpo di fabbrica appoggiato su quattro arcate a sesto acuto in mattoni concluso in alto da tre bifore. Successivamente il loggiato fu esteso a ovest, assumendo le dimensioni attuali. Risultarono inconsueti sia l'uso del mattone a vista che il grande loggiato del primo piano.
Nel XV secolo i locali a piano terra furono affittati per piccoli esercizi commerciali e alcune stanze dell'appartamento vescovile furono decorate da affreschi. Nel secolo XVI il palazzo raggiunse una notevole eleganza ma cominciò a rivelarsi carente di locali di servizio. Il vescovo Scipione de' Ricci lo trovò caotico e ottenne dal Granduca Pietro Leopoldo il permesso di edificare un nuovo palazzo vescovile.
Nel 1786 l'antico palazzo dei Vescovi contiguo alla cattedrale fu venduto a privati. Nei decenni successivi il palazzo fu profondamente rimaneggiato, aumentando il numero dei piani interni, suddividendolo in appartamenti e negozi e modificando pesantemente le facciate. 
Nel 1936 fu eseguito un primo intervento di restauro della facciata principale, che riportò alla luce alcuni tratti delle linee gotico-rinascimentali.
A partire dal 1976, la Cassa di Risparmio di Pistoia, dopo avere progressivamente acquistato dai vari privati l'intera proprietà dell'immobile, iniziò un complesso e radicale restauro del palazzo che terminò nel 1980, con il recupero di gran parte delle strutture e dell'aspetto originario.
Attualmente il palazzo è utilizzato come complesso museale. Al suo interno è possibile visitare un museo tattile dedicato ai principali monumenti architettonici della città, un percorso archeologico attrezzato, il museo della cattedrale di san Zeno, la collezione Bigongiari e opere d'arte moderna realizzate da Marino Marini e Giovanni Boldini.

## Il museo
Sede di collezioni d’arte medievale e moderna gestito da Fondazione Pistoia Musei (ente strumentale di Fondazione Caript), il museo è attualmente oggetto di un ampio piano di ristrutturazione e valorizzazione secondo un nuovo progetto museologico e museografico. Mentre sono ancora in corso i lavori – che riguardano anche un’area archeologica – il percorso espositivo Museo aperto propone al pubblico alcuni degli ambienti più rappresentativi dell’Antico Palazzo dei Vescovi, nella centrale piazza del Duomo a Pistoia.
Il percorso permette di ammirare da vicino l’architettura del palazzo con spazi preziosi, come la sagrestia di San Jacopo citata da Dante nell’Inferno, la cappella di San Nicola, il sopraportico della Cattedrale con affaccio sul Battistero e sulla piazza del Duomo insieme ad alcuni capolavori provenienti dalle collezioni: l’arazzo millefiori o dell’adorazione , manufatto artistico di eccezionale importanza; l’angelo ligneo di Giovanni Pisano, una delle statue più avvincenti e problematiche del Medioevo; l’ampio ciclo di tempere murali di Giovanni Boldini; la collezione di dipinti del Seicento fiorentino di Piero ed Elena Bigongiari.
Mappe, materiali e pannelli informativi, insieme ad appositi QR code con approfondimenti online, accompagnano il pubblico in una visita che spazia dall’arte etrusca fino al 19° secolo, con tappe fondamentali nel Medioevo e nel Seicento.